# مات رايان (لاعب كرة سلة)
ماثيو ريتشارد رايان (من مواليد 17 أبريل 1997)   هو لاعب كرة سلة أمريكي محترف مع فريق لوس أنجلوس ليكرز التابع لاتحاد كرة السلة الوطني (NBA). لعب كرة السلة للكليات لصالح نوتردام وفاندربيلت، وتشاتانوغا. 

## التعليم
درس رايان في مدرسة إيونا الإعدادية حيث قاد فريق جيلس إلى الرقم القياسي 22-6 في طريقه إلى بطولة الدرجة الأولى في الموسم بينما بلغ متوسط نقاطه 20.0 نقطة و 8.0 كرات مرتدة و 5.0 تمريرات في كل مباراة. 
بدأ رايان مسيرته الجامعية في نوتردام ، حيث لعب بشكل ضئيل قبل أن ينتقل إلى فاندربيلت بعد موسمه الثاني.  كان متوسط نقاطه 8.1 نقطة و 2.7 كرة مرتدة في المباراة الواحدة. بعد الموسم الثاني، انتقل رايان إلى تشاتانوغا .  يعتبر الموسم الثالث من أفضل مواسمه، حيث لعب 33 مباراة بمتوسط 15.4 نقطة و 4.9 ريباوند و 1.9 تمريرة حاسمة في 30.6 دقيقة لكل لعبة ، بينما كان يسدد 42.3 في المائة، و 35.9 في المائة من نطاق رميات النقاط الثلاث و 87.9 في المائة من النطاق خط الرمية الحرة. 

## المسيرة الاحترافية
التحق رايان كلاعب محترف في الدوري الاميركي للمحترفين لعام 2020 ولم يلعب خلال موسم 2020-21 بسبب تأثيرات جائحة كورونا . لجأ إلى العمل في دور داش و اوبر ايت أثناء تدريب فريق كرة السلة. كما عمل في مقبرة في يونكرز ، نيويورك . 